# ريم الرياشي
ريم صالح الرياشي (1981 – 14 يناير 2004) إستشهادية فلسطينية من حي الزيتون بمدينة غزة وهي أم لطفلين أحدهما رضيع، تنتمي لكتائب القسام الجناح العسكري لحماس، فجرت نفسها في تجمع لضباط وجنود الاحتلال داخل معبر إيريز (المعبر الرئيسي بين قطاع غزة وإسرائيل)، مما أسفر عن مقتل 4 ضباط إسرائيليين وإصابة عدد آخر منهم بجراح.
وقد أعلنت كتائب الشهيد عز الدين القسام الجناح العسكري لحركة حماس وكتائب شهداء الأقصى التابعة لحركة فتح في بيان مشترك مسئوليتهما عن هذا الحادث.

## تفاصيل العملية
تمام الساعة 09:37 من صباح اليوم الأربعاء 21 ذي القعدة 1424 هـ الموافق 14/01/2004م كانت ريم الرياشي ترتدي حزاما ناسفا حيث فجرت نفسها في إحدى الدورات الصهيونية، وذلك أثناء دخولها للحصول على بطاقة ممغنطة على أحد الحواجز العسكرية الصهيونية في المنطقة وقد قامت بتضليل جنود الاحتلال أثناء الفحوصات الأمنية، عندما ادعت أن قطعة من البلاتين مزروعة في ساقها، لذا لم يكن بالإمكان عبورها في جهاز الكشف الأمني الخاص".
و قال شيمني قائد الفرقة العسكرية الصهيونية في قطاع حيفا أن «منفذة العملية استغلت فرصة انشغال الجنود في الاستعداد لإجراء فحص أمني خاص بها، في مثل هذه الحالات، وقامت فجأة بالتقدم نحوهم وبتفجير نفسها».
واعترف العدو حينها بمقتل 4 جنود، وإصابة 10 آخرين أربعة منهم في حالة خطيرة بينما الستة الآخرون في حالة متوسطة 

## أول استشهادية من كتائب القسام
وتعتبر ريم الرياشي سابع استشهادية فلسطينية تنفذ عملية ضد الاحتلال الصهيوني، وهي الأولى في «كتائب الشهيد عز الدين القسام»، والأولى من قطاع غزة.
وقد حملت هذه العملية العديد من الرسائل والدلالات خاصة، كونها المرة الأولى التي تجهز فيها الكتائب استشهادية بعدما رفضت هذا الأمر في السابق، فالشهيدة ريم 22 عاما أم لطفلين أحدهما رضيع.

## وصيتها
أتوجه إليكم من دون الرجال لأنني لم أعد أرى رجالا في أمتنا سوى بقايا منهم في فلسطين والعراق, فأنتم الأمل الباقي لهذه الأمة بعد أن خلت من الرجال، وأنتم المسؤولون عن قيادة هذه الأمة إلى النصر وإلى العزة والكرامة بعد أن أوصلها أشباه الرجال إلى هذا الذل والعار الذي يجللها من مشرقها إلى مغربها، أنتم الذين ستحملون راية هذه الأمة وترفعونها خفاقة بين رايات الأمم التي تعيش فوق كوكبنا هذا بعد أن نكس راياتها أشباه الرجال من الحكام والعلماء والمثقفين ومن يسمون أنفسهم النخب. من أرحامكن يا نساء الأمة سيخرج الأطفال الذين سيعيدون مجد هذه الأمة يكتبونه بدمائهم وأشلائهم، من أطفال هذه الأمة سيخرج من تربى على رمي الحجارة ومواجهة الدبابات بصدره العاري ليخلص هذه الأمة أولا من حكامها ثم من المخذلين والمنافقين والمرائين والمعوقين وأخيرا ليخلصها من اليهود المغتصبين; وليعيد لها مكانتها أمام الحاقدين من الغربيين والشرقيين. أما أشباه الرجال فأوصيهم بأن يتخلوا عن الكلام الذي لم يعد يسمن ولا يغني من جوع وعن المداراة والنفاق والدعاء للحكام بالصلاح والتوفيق، وأن يعتزلوا منابرهم التي يقفون عليها فهم ليسوا أهلا ً لها, "وأوصيهن بإلحاق نون النسوة بصفاتهن وأسمائهن وتاء التأنيث بأفعالهن، فهن أحق بها وأهلها".
أدعوا الله لي يا إخوتي أن يتقبلني شهيدة غداً، فأنا أتمنى لقاءه، وأتشوق للشهادة أمامه على أمتي وعصري وزماني، أتحرق للشهادة على حكام الذل والخيانة. أريد أن أشهد أمامه سبحانه على كل حاكم تخلى عن قدسنا وفلسطيننا وعن أهلنا، أشهد أمامه سبحانه على كل من قطع المعونات البائسة الشحيحة عن أطفالنا طاعة لمولاه في البيت الأبيض، أشهد أمامه سبحانه على كل من مد يده ليهود وقطعها عن إخوانه من المسلمين، أشهد أمامه سبحانه على كل من حارب شعبه وترك حرب أعدائه، أشهد أمامه سبحانه على كل من عاش لعرشه بدل شعبه وكل من باع وطنه مقابل حكمه، أشهد أمامه سبحانه على كل من شرد الشرفاء من أمته ورعيته واستبدل بهم المطبلين والمزمرين والمسبحين بحمده ليستتب الأمر ليهود ومن والاهم، أشهد أمامه سبحانه على كل من يتحجج بعدم القدرة وهو يصفي الأمة من القادرين على التغيير خوفا! أن يطاله التغيير، أشهد أمامه سبحانه على كل من سرق أموال الأمة وحولها لحسابه الخاص وحساب أسرته وأقربائه وأعوانه وترك شعبه يلهث وراء الفتات حتى لا يستطيع أن يفكر في المصائب التي تنهال على رأس هذه الأمة.
أتوق لأن أصل إلى ربي شهيدة على علماء هذه الأمة الذين شغلتهم فتاوى الزواج والطلاق عن طلقات المدافع والصواريخ التي تهطل علينا كالمطر، وشغلتهم فتاوى الربا وتحليله عن تحليل اليهود لدمائنا وأعراضنا وبيوتنا وأشجارنا، وشغلتهم فتاوى طاعة الحاكم وعدم الخروج عليه والدعاء له بالصلاح عن خروج الأمر من يد الأمة وعن طاعة الحاكم وولايته للعدو. أريد أن أشهد عليهم بأنهم شياطين خرس لا يقولون إلا ما يديم عليهم مناصبهم ويديم عليهم رزقهم ويديم عليهم عافيتهم، يتأولون ما لم يعد فيه مجال للتأول، ويسكتون عن الحق حيث لا مجال للسكوت، ويدرؤون الفتنة بزعمهم حيث لم يعد هناك فتنة بل وصلنا إلى الكارثة وهم نيام ينظرون، ويحاربون بعضهم بعضا يكفرون ويفسقون ويبدعون ويضللون من شاؤوا من إخوانهم في العقيدة ثم يسكتون عن الحاكم وآثامه البغيضة ويأمرون الناس بالسمع والطاعة ويصرخون في وجوه المنتقدين: هذا أهون الشرين .
أريد أن أشهد شهادة خاصة بشيخ الأزهر طنطاوي عبد المبارك لن أطلعكم عليها لآنها سر بيني وبين خالقي.
أريد أن أشهد على من يسمون مثقفي هذه الأمة ونخبها، الذين تقوم قيامتهم ولا تقعد عندما يشير الحاكم بأصبعه فتنطلق ألسنتهم كألسنة العضاة يصل طولها إلى ثلاث أمثال طول جسمها ينهشون في لحوم المخلصين من أبناء الوطن الذين سولت لهم أنفسهم ذكر كلب كلب الحاكم بسوء، ثم تعود ألسنتهم إلى حلوقهم ليبتلعوها إذا أشار الحاكم إشارة أخرى . النخب التي ضاعت بين مداراة الحاكم وقول الحق, بين حفظ النفس وحفظ الكرامة .
بعد استشهادي غداً بإذن الله، ستسمعون كلاما كثيرا عن أنني ألقيت نفسي في التهلكة، وقد يخرج من يقول عني منتحرة، وقد يخرج من يقول عني حمقاء تركت أبناءها ولم ترع حرمة زوجها وأهلها ولهؤلاء أقول: دعوكم من لحمي المسموم ويكفيكم الفتات الذي يلقي به الحاكم إليكم لتأكلوه والنفايات التي تربون عليها أولادكم، أما أنا فمؤمنة بأن رازقي ورازق أولادي من بعدي هو ربي الذي رباني وسيتولى تربية أولادي من بعدي، أما أنتم فتعتقدون أن صاحب الجريدة التي تكتبون فيها هو الرزاق، وأن صاحب المحطة التي تتكلمون منها هو الرزاق، وأن وزير الأوقاف الذي عينكم هو الرزاق، وأن الحاكم الذي يدير مزرعة العبيد التي تعيشون فيها هو الرزاق، فهنيئا لكم عقيدتكم هذه وهنيئا لكم إيمانكم هذا وستعرفون يوما ما من هو الرزاق الحقيقي ومن هو المربي الحقيقي ومن بيده ملكوت كل شيء وهو يجير ولا يجار عليه .
أخيراً أقول لشيراك الذي يريد منع الحجاب في فرنسا على المسلمين: أرجو منك بعد منع المسلمات من الحجاب أن تفرضه على رجال المسلمين، بدءا بحكامهم, وأن تفرض عليهم أيضا أن يغطوا وجوههم الذليلة لأنها أصبحت عورات لا يجوز أن يراها أحد لا في المشرق ولا في المغرب .

## إسرائيل تخفي بقايا جثمانها
أخفت السلطات الإسرائيلية معظم أشلاء جسدها وسلمت جزءاً يسيراً من أشلاء جسدها للدفن في الأراضي الفلسطينية، دون علم أهلها، فظل جثمانها موزعًا بين «مقابر الأرقام» الصهيونية في قبر كان يحمل رقم (5176)، وظل الاحتجاز حتى عام 2012 . وتسلم أهلها باقي جثمانها ودفنت في مقبرة الشيخ عجلين في غزة.
وعلق شقيقها: «إننا حينما استلمنا الأشلاء وقمنا بدفنها، استسلمنا للقدر ولم نكن نعلم أن هناك باقيا من جثمان الشهيدة ريم لأننا على قناعة ان روحها قد صعدت إلى بارئها، ولكن أن يكون الاحتلال قد احتفظ بجزء من جسدها في مقابر الأرقام والجزء الآخر في قبرها في غزة، فهذا أمر غير مقبول وتلاعب بمشاعرنا.»

## روابط خارجية
- فيديو - وصيتها على موقع القسام
- سيرتها وتفاصيل العملية - على موقع القسام